# 科克斯維爾 (阿肯色州)
科克斯維爾（英語：Caulksville）是一個位於美國阿肯色州洛根縣的城鎮。

## 地理
科克斯維爾的座標為35°18′03″N 93°52′08″W / 35.30083°N 93.86889°W，而該地的平均海拔高度為119米（即390英尺）。

## 人口
根據2020年美國人口普查的數據，科克斯維爾的面積為3.53平方千米，當中陸地面積為3.49平方千米，而水域面積為0.04平方千米。當地共有人口154人，而人口密度為每平方千米43人。